# Ledeuix
 Ledeuix    es una población y comuna francesa, en la región de Aquitania, departamento de Pirineos Atlánticos, en el distrito de Oloron-Sainte-Marie y cantón de Oloron-Sainte-Marie-Est.

## Demografía
| 671 | 651 | 699 | 783 | 764 | 820 | 748 | 763 | 714 | 679 | 663 | 630 | 600 | 601 | 587 | 565 | 549 | 552 | 568 | 552 | 516 | 504 | 511 | 504 | 500 | 438 | 508 | 718 | 701 | 779 | 1 028 | 1 087 | 1 091 | 1 015 |
| Para los censos de 1962 a 1999 la población legal corresponde a la población sin duplicidades (Fuente: INSEE [Consultar]) |     |     |     |     |     |     |     |     |     |     |     |     |     |     |     |     |     |     |     |     |     |     |     |     |     |     |     |     |     |       |       |       |       |

## Economía
La principal actividad es la agrícola (ganadería, policultivo,pastos y viñas)